# Pin-Bot
Pin-Bot (estilizado como PIN•BOT) es una mesa de pinball diseñada por Python Anghelo y Barry Oursler, y comercializada por Williams en 1986.

## Reglas
El objetivo principal de Pin-Bot es avanzar a través de los planetas del Sistema Solar, comenzando en Plutón y llegando al Sol. El jugador avanza de planeta en planeta golpeando objetivos especialmente marcados, ganando bonificaciones especiales a lo largo del juego.
La característica principal de Pin-Bot es una cuadrícula de luces en el centro del campo de juego, justo debajo del Pin•Bot. El jugador puede llenar esta cuadrícula golpeando los objetivos arriba y a la derecha. Una vez completado, la visera se abre, lo que permite al jugador bloquear dos bolas en las cuencas de los ojos del robot, iniciando un modo multibola de dos bolas. Luego, el jugador puede volver a bloquear una de las bolas y usar la otra para anotar un valor solar (premio mayor) en la rampa izquierda, momento en el que ambas bolas vuelven al juego. Cada disparo hacia la rampa izquierda aumenta el valor solar hasta que se recolecta, y este premio mayor se transfiere entre juegos.
El campo de juego del juego también cuenta con una rampa en espiral, que sirve como un tiro de habilidad desde el émbolo, y un minicampo de juego estilo bagatela en la salida de la rampa solar, que puede enviar la pelota al carril derecho, el émbolo, los parachoques emergentes, o directamente de regreso al campo de juego.

## Secuelas
A Pin-Bot le siguieron dos secuelas: The Machine: Bride of Pin-Bot (lanzada en 1991) y Jack-Bot (lanzada en 1995).

## Citas
- "I am in your control."
- "Partial link-up."
- "Now I see you."
- "Shoot for solar value."
- "Energy transferred."
- "We control the universe."

## En la cultura popular
- El personaje Pin-Bot aparece en la máquina de pinball Taxi de 1988 (creada por Python Anghelo y Mark Ritchie ).
- Una máquina Pin-Bot aparece en las películas Crocodile Dundee II y Big (ambas de1988), y Big Fat Liar (2002).
- Varias máquinas Pin-Bot (etiquetadas como Rik*Dat) aparecen como armas arrojadizas en la tercera etapa de la versión arcade de The Combatribes.

## Versiones digitales
En 1990 se lanzó una versión simulada para el Nintendo Entertainment System con gráficos y efectos de sonido muy reducidos debido a laslimitaciones técnicas. Pin Bot también se incluyó con más gráficos mejorados en el juego de arcade UltraPin.
Pin-Bot estaba disponible con gráficos más realistas como una mesa con licencia de The Pinball Arcade para varias plataformas junto con The Machine: Bride of Pin-Bot y Jack-Bot (los sucesores). Ninguna de estas tres tablas está disponible debido al vencimiento de la licencia de WMS el 30 de junio de 2018.
Pin-Bot está incluido en el Pinball Hall of Fame: The Williams Collection .